# Musique visuelle

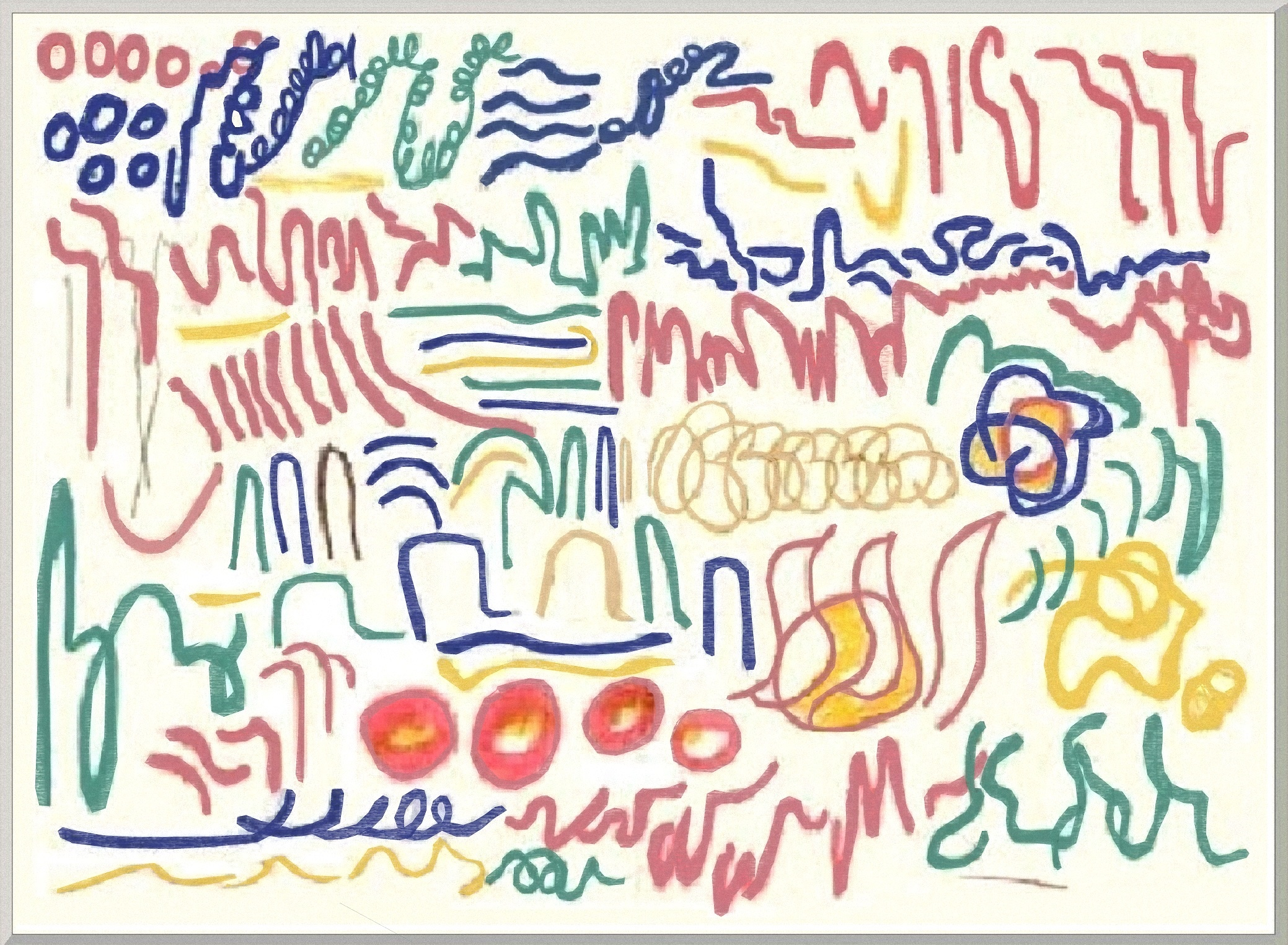
Musique visuelle.

La musique visuelle (équivalent en anglais : Visual music) est l'ensemble des « œuvres dont la composante visuelle fait usage du support filmique ».
Elle peut inclure les films muets, mais l'appellation s'applique aussi aux méthodes ou appareils qui traduisent le son ou la musique en une représentation visuelle comme des films, vidéos ou en infographie, au moyen d'un instrument mécanique, l'interprétation d'un artiste, ou un ordinateur. Cela peut s'étendre au transfert de la musique sur une peinture ; c'est d'ailleurs le sens original, entériné par Roger Fry en 1912 pour décrire le travail de Kandinsky.
Il peut y avoir une grande variété de définitions de la musique visuelle, en particulier parce que ce domaine continue de s'étendre à de nouveaux médiums.